# Старогард-Гданський
Старогард-Гданський (пол. Starogard Gdański, нім. Preußisch Stargard) — місто в північній Польщі, на річці Вежица. Знаходиться в Поморській СЕЗ

## Демографія
Демографічна структура станом на 31 березня 2011 року:
|          | Загалом | Допрацездатний вік | Працездатний вік | Постпрацездатний вік |
| -------- | ------- | ------------------ | ---------------- | -------------------- |
| Чоловіки | 23725   | 5000               | 16459            | 2266                 |
| Жінки    | 25466   | 4778               | 15071            | 5617                 |
| Разом    | 49191   | 9778               | 31530            | 7883                 |